# Рукн ад-Дін II
Рукн ад-Дін II (*д/н — 3 вересня 1305) — 3-й малік Держави Куртів у 1277—1295 роках. Відомий також як Шамс ад-Дін II.

## Життєпис
Син Шамс ад-Діна Мухаммада I. 1277 року останній, вирушаючись до двору ільхана Абаки, передав Рукн ад-Діну владу. Вже у січні 1278 року після отруєння Шамс ад-Діна Мухаммада I за наказом ільхана отримав від останнього підтвердження своєї влади. Прийняв ім'я Шамс ад-Дін.
У 1279—1280 роках брав участь у військовій кампанії Абаки проти Нікудерійської орди, отримавши за це 1281 року Кандагар. Але йому довелося придушити повстання місцевих нікудерійських беїв.
1284 року перебрався до фортеці Хайсар, передавши управління Гератом синові Фахр ад-Діну, оскільки в Державі Хулагуїдів розпочалася політика з централізації влади: у Фарсі було відсторонено Салгуридів, обмежено владу Кутлугханідів в Кермані. Цим скористалися нікудерійські беї, які відвоювали Кандагар, а потім стали вчиняти напад на Гератську область.
1288 року повернувся до влади, поваливши свого сина Фахр ад-Діна. Про керованість володіннями Куртів ще більше погіршилося. До 1294 року торгівельні шляхи стали небезпечні через грабіжників, зросла корупція, сільське господарство скоротилося, а малі села, особливо у віддалених районах, були покинуті. 1295 року офіційно був позбавленим влади ільханом Газаном, затвердивши маліком Фахр ад-Діна.
Перебрався до замку Хайсар, де провів решту життя, померши 1305 року.